# Bakre ankelimpingement

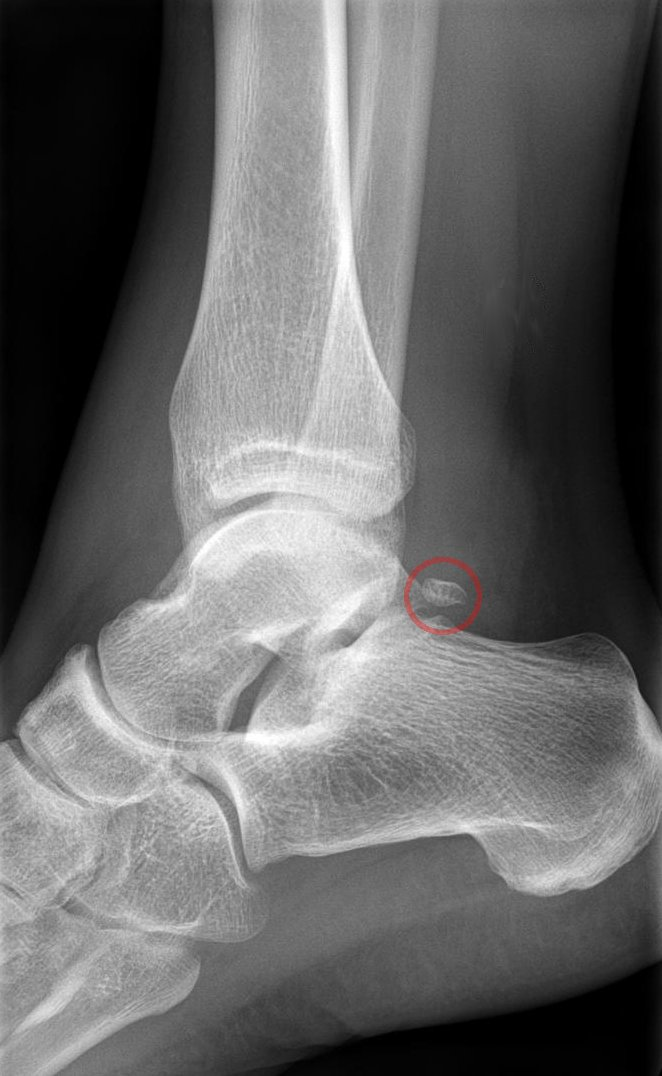
Illustration över os trigonum, som kan klämmas mellan hälbenet och tibia.

Bakre ankelimpingement är ett spektrum av kliniska problem som kännetecknas av smärta i den bakre delen av fotleden vid plantarflexion eller hyperflexion. Tillståndet har fått ökad uppmärksamhet, särskilt bland idrottare, på grund av en ökad medvetenhet samt framsteg inom bildteknik för diagnos. Även om konservativ behandling kan vara indicerad i de tidiga stadierna av bakre ankelimpingement, kräver cirka 40 % av patienterna så småningom kirurgisk intervention på grund av ihållande smärta i bakfoten.

## Symtom
Symtombilden vid bakre ankelimpingement inkluderar djup smärta i den bakre delen av fotleden som orsakas av plantarflexion i fotleden. Smärtan kan beskrivas som konstant, skarp, dov eller utstrålande. Det är dock ofta svårt för patienter att peka ut den exakta platsen för smärtan i bakfoten. Tillståndet är mest vanligt hos idrottare som deltar i sporter som kräver repetitiv plantarflexion, såsom balettdansare, fotbollsspelare och utförslöpare.
Symtomen vid bakre ankelimpingement, kan uppkomma antingen akut efter en plötslig plantarflexionsskada, eller gradvis på grund av överanvändning. Efter en akut skada uppvisar patienterna en kraftig inflammatorisk reaktion, vilket leder till smärta och svullnad som manifesterar sig i bakfoten 3-4 veckor efter skadan. Oftare utvecklas tillståndet över tid hos idrottare, eftersom den repetitiva flexionen orsakar ökad kompression och påfrestningar på de anatomiska strukturerna mellan hälbenet och den bakre delen av det nedre skenbenet.
Tillståndet är mindre vanligt i den icke-idrottsaktiva populationen eller hos idrottare som sällan utför plantarflexion av fotleden. Hos patienter som har kronisk smärta i bakfoten och inte deltar i aktiviteter med repetitiv flexion kan anatomiska varianter spela en roll i utvecklingen av tillståndet.

## Diagnos
För att diagnostisera bakre ankelimpingement är en fullständig medicinsk historia och fysisk undersökning nödvändig, inklusive tester av plantarflexion och lokalisering av smärta. Maximal plantarflexion är positivt om det smärtar i bakre delen av ankeln vid testet. Det är värt att notera att det inte finns några studier som värderat specificitet och sensititivet för detta test. Standardröntgenbilder som anteroposterior (AP), mortis och laterala vyer används för att identifiera eventuella benlesioner.
En särskild röntgenvinkel, känd som PIM-vy (posterior impingement view), kan vara mer diagnostiskt användbar för att upptäcka specifika benproblem som os trigonum. Datortomografi (CT) ger en mer detaljerad bild av benstrukturer och föredras ofta för att planera operation. Magnetresonanstomografi (MRI) är särskilt användbar för att utvärdera mjukdelsslador och atypiska muskler som kan bidra till problemet, som exempelvis musculus peroneus quartus och musculus flexor digitorum accesorius longus. Den förstnämnda muskeln förekommer hos 7-22 procent av befolkningen och den sistnämnda hos 1 till 8 procent. Slutligen bör en neurologisk undersökning utföras för att utesluta andra potentiella orsaker till smärtan, som tarsaltunnelsyndrom.

### Diagnostiska svårigheter
En randomiserad kontrollerad studie från 2020 visades att bakre ankelimpingement missades hos 73 procent av individer under 18 år. Röntgen var negativ i 72 procent av fallen, i 94 procent av fallen visades förekomst av ett os trigonum och stieda process, benödem hos 69 procent och inflammation i Kagers fettvävnad (fettkudde bakom hälsena) i 63 procent av fallen.

### Brist på jämförande studier av radiologiska fynd
En översikt från 2021 undersökte om det finns studier där radiologiska fynd från patienter med symtomatisk bakre ankelimpingement jämförts med individer utan symtom. Översikten fann att det saknades studier av detta slag, vilket innebär att det för närvarande är oklart hur radiologiska fynd skiljer sig mellan individer med bakre ankelimpingement och de utan symtom.

## Behandling

### Konservativ behandling
Första steget i behandlingen inkluderar vila, fysioterapi och antiinflammatoriska läkemedel. Ultraljudsguidade injektioner kan också användas, särskilt för idrottare. Effektiviteten av konservativ behandling är dock inte väl dokumenterad.

### Kirurgisk behandling
Om symtomen kvarstår efter tre månaders konservativ behandling kan kirurgi bli aktuellt. Alternativen inkluderar öppen kirurgi eller mindre invasiv endoskopisk kirurgi. Endopskopisk kirurgi har fördelar som snabbare återhämtning men är tekniskt utmanande.

### Eftervård
Efter operationen uppmuntras patienter att röra på fotleden och belasta den så mycket de tål, för att förhindra stelhet och påskynda återgången till aktivitet.

### Biologiska läkemedel
Biologiska läkemedel som blodplättsrik plasma (PRP) och koncentrerat benmärgsextrakt (CBMA) kan användas i samband med operationen. Dessa medel ses som lovande tillskott för att förbättra kvaliteten på regenererande vävnad och minska inflammation. PRP och CBMA injiceras in i den degenererade senan eller skadeområdet. Det rekommenderas även att injicera dessa medel i leden efter att såret har stängts, för att begränsa inflammatorisk reaktion.

### Rehabilitering
Omedelbar belastning och träning av rörlighet uppmuntras generellt efter operationen, såvida det inte finns komplikationer som kräver en annan approach..